# Färöischer Fußballpokal der Frauen 2024
Der Färöische Fußballpokal der Frauen 2024 fand zwischen dem 8. Mai und 5. Oktober 2024 statt und wurde zum 35. Mal ausgespielt. Im Endspiel, welches im Tórsvøllur-Stadion in Tórshavn auf Kunstrasen ausgetragen wurde, siegte Titelverteidiger NSÍ Runavík mit 4:1 gegen Víkingur Gøta.
NSÍ Runavík und Víkingur Gøta belegten in der Meisterschaft die Plätze eins und drei, dadurch erreichte NSÍ Runavík das Double. Für NSÍ Runavík war es der dritte Sieg bei der vierten Finalteilnahme, für Víkingur Gøta die erste Finalteilnahme überhaupt.

## Teilnehmer
Teilnahmeberechtigt waren folgende neun A-Mannschaften der ersten und zweiten Liga:
| Betrideildin | 1. Deild   |
| 12B36 Tórshavn 12FC Hoyvík 12HB Tórshavn 12KÍ Klaksvík 12NSÍ Runavík 12Skála ÍF 12TB/FC Suðuroy/Royn 12Víkingur Gøta | 12AB Argir |

## Modus
Der Zweitligist spielte mit einem ausgelosten Erstligisten den letzten Teilnehmer aus. Alle Runden wurden im K.-o.-System ausgetragen.

## 1. Runde
Die Partie der 1. Runde fand am 8. Mai statt.
|          | Ergebnis |               |
| -------- | -------- | ------------- |
| AB Argir | w/o 1    | Víkingur Gøta |

## Viertelfinale
Die Viertelfinalpartien fanden am 12. Juni statt.
|               | Ergebnis   |                    |
| ------------- | ---------- | ------------------ |
| B36 Tórshavn  | 03:0 (1:0) | TB/FC Suðuroy/Royn |
| HB Tórshavn   | 06:0 (3:0) | Skála ÍF           |
| NSÍ Runavík   | 03:1 (2:0) | KÍ Klaksvík        |
| Víkingur Gøta | 12:0 (8:0) | FC Hoyvík          |

## Halbfinale
Die Hinspiele im Halbfinale fanden am 27. und 28. August statt, die Rückspiele am 8. und 26. September.
|              | Gesamt |               | Hinspiel  | Rückspiel |
| ------------ | ------ | ------------- | --------- | --------- |
| B36 Tórshavn | 0:9    | Víkingur Gøta | 0:4 (0:1) | 0:5 (0:2) |
| HB Tórshavn  | 02:12  | NSÍ Runavík   | 1:5 (1:1) | 1:7 (1:5) |

## Finale
| Paarung        | Víkingur Gøta – NSÍ Runavík |
| Ergebnis       | 1:4 (0:3) |
| Datum          | 5. Oktober 2024 |
| Stadion        | Tórsvøllur, Tórshavn |
| Schiedsrichter | Andras Frederiksberg (Skála) |
| Tore           | 0:1 Heidi Sevdal (28.) 0:2 Heidi Sevdal (37.) 0:3 Helga Mikkelsen (42.) 0:4 Heidi Sevdal (56.) 1:4 Hanna Højgaard (82.) |
| Víkingur Gøta  | Eyðgerð Mikkelsen – Lea Lisberg (90. Kára Jarnskor), Fríða Magnussen (90. Bjørt Holm), Anna Katrina Mikkelsen – Anna Jørginsdóttir (67. Hanna Højgaard), Sára á Líðarenda (91. Mirjam Skoralíð), Maibritt Olsen , Jensa Tórolvsdóttir, Eydna Dalheim (90. Bjørg Jarnskor), Rakul Sørensen – Mona Rasmusdóttir Cheftrainer: Svenn Olsen |
| NSÍ Runavík    | Abigail Mensah – Mirjam Huneck (91. Rutt Gregersen), Natalia Olsen, Sigrid Jacobsen – Julia Naomi Mortensen, Sara Lamhauge, Lena Olsen (91. Petra Geyti), Rúna Olsen – Heidi Sevdal , Helga Mikkelsen (79. Sjarlotta Joensen), Jonnhild á Sondum (91. Dania Olsen) Cheftrainer: Allan Dybczak                                          |

## Torschützenliste
Bei gleicher Anzahl von Treffern sind die Spielerinnen nach dem Nachnamen alphabetisch geordnet.
| Platz | Spieler               | Verein        | Tore |
| ----- | --------------------- | ------------- | ---- |
| 1     | Jensa Tórolvsdóttir   | Víkingur Gøta | 09   |
| 2     | Heidi Sevdal          | NSÍ Runavík   | 07   |
| 3     | Julia Naomi Mortensen | NSÍ Runavík   | 05   |
| 4     | Lena Olsen            | NSÍ Runavík   | 04   |
| 5     | Lea Lisberg           | Víkingur Gøta | 03   |
| 5     | Mona Rasmusdóttir     | Víkingur Gøta | 03   |
| 5     | Sunniva Willemoes     | HB Tórshavn   | 03   |
| 8     | Eydna Dalheim         | Víkingur Gøta | 02   |
| 8     | Hanna Højgaard        | Víkingur Gøta | 02   |
| 8     | Fríða Jakobsen        | HB Tórshavn   | 02   |
| 8     | Rúna Jacobsen         | HB Tórshavn   | 02   |